# Alex Malauulu
Alex Malauulu, né le 12 mars 2006 à Canberra en Australie, est un footballeur international samoan. Il joue au poste de milieu défensif à l'Atlético San Jorge (es).

## Biographie

### Jeunesse et formation
Il joue aux Monaro Panthers (en) avant de parfaire sa formation au Canberra FC (en).

### En club
En 2024, il est transféré à l'Atlético San Jorge, club évoluant dans les divisions inférieures argentines.

### En équipe nationale
Début 2023, il participe au Championnat d'Océanie des moins de 17 ans 2023 avec les moins de 17 ans. Lors de ce championnat, il fait ses débuts contre les Fidji. Les Samoa s'inclinent 3-0,. Le parcours des Samoa s’arrête en quarts de finale.
Il joue le Championnat d'Océanie des moins de 19 ans 2022. Il joue sa première rencontre contre la Nouvelle-Calédonie. Remplaçant, sa sélection perd 0-4. Le parcours des Samoa s’arrête en quarts de finale. Il participe à l'édition suivante, à domicile, en 2024.
Avec les Samoa olympique, il participe au Tournoi pré-olympique de l'OFC 2023. Lors de ce tournoi, il fait ses débuts contre les Tonga. Titulaire, sa sélection gagne 3-0,,. Avec une victoire et deux défaites en phase de groupes, les Samoa ne passent pas l'écueil du premier tour. Ces résultats sont synonymes de non-qualification pour les Jeux olympiques de 2024.
En juin 2024, il figure dans la liste des 23 joueurs samoans retenus par Ryan Stewart pour participer à la Coupe d'Océanie 2024,,. Quelques jours plus tard, lors de cette compétition, il fait ses débuts contre Tahiti. Remplaçant lors de cette rencontre, il entre au jeu à la 83e minute à la place de Niko Steinmetz. Sa sélection s'incline 2-0,.